# Africaspis baphiae
Africaspis baphiae är en insektsart som beskrevs av Hall 1943. Africaspis baphiae ingår i släktet Africaspis och familjen pansarsköldlöss.
Artens utbredningsområde är Zimbabwe. Inga underarter finns listade i Catalogue of Life.